# 商標マーク
商標マーク（しょうひょうマーク、™）は、その前にある名称が商標（トレードマーク）であることを示すための記号である。登録商標マーク（®）が登録商標に使用されるのに対し、このマークは未登録の商標に対して使用される。
UnicodeではU+2122 ™ trade mark signに割り当てられている。HTMLでは& #8482;または&trade;、LaTeXで\texttrademarkと入力すると表示される。Windowsでは、⎇ Altを押しながら0 1 5 3と入力するか、一部のキーボードでAlt Gr+Tで入力できる。macOSでは、⌥ Opt+2で入力できる。
ケベックでは同じ意味の記号marque de commerce（U+1F16A 🅪 raised mc sign）が使用されている。

## 使用法
商標マークは、単語、画像、その他の記号が商標であるということを主張するために使用される。その商標が登録されていること（登録商標であること）を示すものではない。登録商標は登録商標マーク（®）を使用して表示される。国・地域によっては、登録商標記号を未登録の商標に使用することは非合法または違法である。

## 役務商標マーク
未登録のサービスマーク（役務商標。サービス提供のための商標）を示すためには役務商標マーク（℠）が使用される。役務商標マークは、米国以外ではあまり一般的ではない。

## 文字コード
| 記号 | Unicode | JIS X 0213 | 文字参照         | 名称            |
| ---- | ------- | ---------- | ---------------- | --------------- |
| ™    | U+2122  | -          | &#x2122; &#8482; | TRADE MARK SIGN |